# Change partners (Stephen Stills)
Change partners is een lied dat werd geschreven en gezongen door Stephen Stills. Hij bracht het in 1971 uit op een single met Relaxing town op de B-kant. Daarnaast opende het zijn album Stephen Stills 2.
Het nummer heeft een eenvoudige folkmelodie en wordt gespeeld met drie akkoorden in een driekwartsmaat. Daarbij wordt in harmonie gezongen en is er ondersteuning van een piano en een pedalsteelgitaar.
Change partners (wisselen van partners) is een verwijzing naar de cotillondansen die Stills tijdens zijn jonge jaren in het zuiden bezocht. Het had echter in die tijd evenwel kunnen verwijzen naar de leden van Crosby, Stills, Nash & Young die toen uit elkaar lagen.

## Hitnoteringen
Het nummer stond negen weken in de Billboard Hot 100 waar het nummer 43 bereikte als hoogste notering. Verder was het een alarmschijf in 1971 en bereikte het de Nederlandse hitlijsten.
| "Change partners" in de Nederlandse Top 40 van 26-06-1971 t/m 24-07-1971 | "Change partners" in de Nederlandse Top 40 van 26-06-1971 t/m 24-07-1971 | "Change partners" in de Nederlandse Top 40 van 26-06-1971 t/m 24-07-1971 | "Change partners" in de Nederlandse Top 40 van 26-06-1971 t/m 24-07-1971 | "Change partners" in de Nederlandse Top 40 van 26-06-1971 t/m 24-07-1971 | "Change partners" in de Nederlandse Top 40 van 26-06-1971 t/m 24-07-1971 |
| Week                                                                     | 1                                                                        | 2                                                                        | 3                                                                        | 4                                                                        |                                                                          |
| ------------------------------------------------------------------------ | ------------------------------------------------------------------------ | ------------------------------------------------------------------------ | ------------------------------------------------------------------------ | ------------------------------------------------------------------------ | ------------------------------------------------------------------------ |
| Positie                                                                  | 29                                                                       | 24                                                                       | 28                                                                       | 38                                                                       | uit                                                                      |

| "Change partners" in de Daverende Dertig van 26-06-1971 t/m 10-07-1971 | "Change partners" in de Daverende Dertig van 26-06-1971 t/m 10-07-1971 | "Change partners" in de Daverende Dertig van 26-06-1971 t/m 10-07-1971 | "Change partners" in de Daverende Dertig van 26-06-1971 t/m 10-07-1971 | "Change partners" in de Daverende Dertig van 26-06-1971 t/m 10-07-1971 |
| Week                                                                   | 1                                                                      | 2                                                                      | 3                                                                      |                                                                        |
| ---------------------------------------------------------------------- | ---------------------------------------------------------------------- | ---------------------------------------------------------------------- | ---------------------------------------------------------------------- | ---------------------------------------------------------------------- |
| Positie                                                                | 26                                                                     | 22                                                                     | 22                                                                     | uit                                                                    |

## Uitvoeringen en covers
Nadat het nummer in 1971 op een single en op zijn album Stephen Stills verscheen, bleef hij het in de loop van de jaren geregeld uitbrengen, zoals op 2 originals of Stephen Stills (1973), Live (1975), The best of Stephen Stills (1976), Rhino hi-five (2006), Just roll tape: April 26th, 1968 (2007), Carry on (2013), Live in Concert: KBFH Portland Oregon 10-4-76 / The Palladium NYC 1-9-77 (2015) en Bluesman: Radio broadcast (2015).
Verder bracht hij het nog uit in samenwerking met anderen, zoals in Crosby, Stills, Nash & Young (Replay, 1980; CSN, 1991; CSNY 1974, 2014) en met Flaco Jimenez (Partners, 1992). Ook werd het gecoverd door een aantal andere artiesten. Het verscheen bijvoorbeeld op de B-kant van een single van de Deense zanger Mc Micgor (Vand og brød, 1981) en op albums van Björn Skifs (Opopoppa, 1971), Wayne Stewart & Friends (Aspen skyline, 1979), Big Daddy 'O' (That's how strong my love is, 2001).